# نظرية الطبقات الثلاث
سنة 1993 قام جون كارول في “القدرات المعرفية للإنسان: استقصاء لدراسات تحليلية للعامل“، بتقديم نظرية الطبقات الثلاث للقدرات المعرفية التي تعتمد على الدراسة التحليلية لعامل ارتباط متغيرات لاختلافات الفردية عن القياسات التي تشمل الاختبارات النفسية والدرجات المدرسية وتقييم الكفاءة. أوحت تحليلات العامل هذه بنظرية الطبقات الثلاث أو الشرائح ويؤخذ في الاعتبار في كل طبقة الاختلاف في العلاقات المتبادلة بين العناصر في المستوى السفلي التالي.

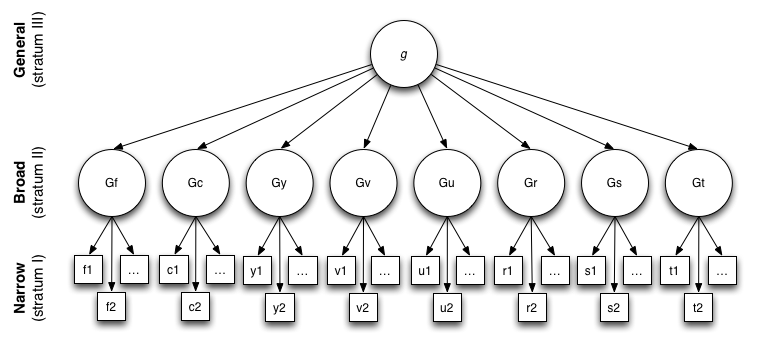
نموذج كارول للطبقات الثلاث. مفتاح الرموز: المعلومات السائلة (Gf)، المعلومات المتبلورة (Gc)، الذاكرة العامة والتعلم (Gy)، الإدراك البصري الواسع (Gv)، الإدراك السمعي الواسع (Gu)، قدرة الاسترجاع الواسعة (Gr)، السرعة المعرفية الواسعة (Gs)، وسرعة التجهيز (Gt). اعتبر كارول القدرات الواسعة مثل "النكهات" المختلفة للعامل العام g.

يتم تعريف الطبقات الثلاث بتمثيلها وقدرة معرفية عامة وضيقة وواسعة. تصف العوامل الاختلافات المستقرة والملاحظة بين الأفراد في أداء المهام. يقول كارول أيضًا إنها ليست مجرد نتاجات مصطنعة لعملية رياضية ولكنها تعكس على الأرجح العوامل الفسيولوجية شارحًا الاختلافات في القدرة (على سبيل المثال، معدلات التعصب). وهذا بالطبع لا يغير من فعالية نتائج العامل من حيث الاختلافات السلوكية.
يقترح كارول بعدًا تصنيفيًا في التمييز بين عوامل المستوى وعوامل السرعة. يمكن تصنيف المهام التي تسهم في تحديد عوامل المستوى حسب الصعوبة وتباين الأفراد حسب اكتساب مهارة لتنفيذ المهام. وتتميز المهام التي تسهم في عوامل السرعة بالسرعة النسبية التي يمكن للأفراد إكمال المهمات بها. يقترح كارول بأن التمييز بين عوامل المستوى والسرعة قد يكون الأوسع من حيث تصنيف المهام الإدراكية التي يمكن تقديمها. يميز كارول نهجه الهرمي عن النهج التصنيفي مثل نموذج هيكل جيلفورد للعقل (وهو نموذج ثلاثي الأبعاد بمحتويات وعمليات ومنتجات).